# Der Mond ist nur a nackerte Kugel
Der Mond ist nur a nackerte Kugel ist ein 1980 entstandener deutscher Spielfilm von Jörg Graser mit Elisabeth Stepanek und Sigfrit Steiner in den Hauptrollen.

## Handlung
Auf dem Hof des alten, knorrigen Moserbauern lebt dessen Ziehtochter Anni, ein verhuschtes, scheues Mädchen, das sich hier, irgendwo im Nirgendwo der tiefsten bayerischen Einöde, abschuftet. Der verwitterte Alte ist mit seiner Umwelt und der Moderne zutiefst im Unreinen, sein Hass auf die Neuerungen der Welt haben ihn in religiöse Wahnvorstellungen abdriften lassen. Anni aber will sich nicht damit abfinden, dass dies schon ihr ganzes Leben, ihre gesamte Zukunft bedeuten soll. Sie arbeitet tagsüber in einer Wurstfabrik und richtet abends, nach ihrer Heimkehr, den Haushalt, setzt in Heimarbeit Fahrradklingeln zusammen und sitzt im Übrigen vor dem Fernsehgerät. Erst wenn sie in den Himmel blickt und den Mond ansieht, die titelgebende „nackerte Kugel“, erkennt sie, dass da draußen irgendwo ein anderes, ein besseres Leben auf sie wartet, ja warten muss!
Während der verarmte Moserbauer sie immer mehr abschottet und in seine Wahnvorstellungen hineinzieht, erreicht Anni das erträumte und erhoffte Zipfelchen Glück in Gestalt eines dicken, jungen Mannes. Der Kerl heißt Vitus und arbeitet als Ausfahrer einer Heimarbeitsfirma. Er verheißt für Anni die ersehnte Freiheit, eine neue Welt jenseits der engen Grenzen des nahezu bankrotten Bauernhofes. Sie geht mit Vitus aus, tanzt in der Dorfdisco, und beide verlieben sich und heiraten gegen den Willen des knorrigen Alten, der sich nun vollends von der Außenwelt abkapselt. Schließlich fällt der Moserbauer endgültig dem Wahnsinn anheim, als er erkennen muss, dass er Anni verloren hat, und wird in eine geschlossene Anstalt eingewiesen.

## Produktionsnotizen
Der Mond ist nur a nackerte Kugel, eine Film-Fernseh-Coproduktion, entstand 1980 in Bayern und wurde am 2. April 1981 uraufgeführt.
Lutz Hengst übernahm die Herstellungsleitung.
Regiedebütant und Drehbuchautor Jörg Graser hatte nahezu zeitgleich das Manuskript zu einem weiteren Dialektfilm, Trokadero, verfasst.

## Kritiken
Die Zeit fand wenig Gefallen an dem Film: „Zehn Jahre nach der Entdeckung eines Genres, des ‚neuen‘ Volkstheaters, ‚neuen‘ Heimatfilms, zeigt Jörg Graser eine nicht ungeschickte, aber leblos-absichtsvolle Stilübung: mit pointiert zurechtgemachten Dialogen, langen, langwierigen Einstellungen, mit einer Schauspielerei, deren Intensität seltsam nachgemacht, nachgestellt wirkt.“
Der Spiegel vom 13. April 1981 sah in dem Film „Ein kleines Gleichnis also von der verletzlichen Schönheit der Illusionen und der schlichten Beschissenheit der Realität. Was daran bewegend ist, macht die scheue Innigkeit, die großäugige Kümmernis, mit der Elisabeth Stepanek diese Anni spielt, und die holzschnitthafte Monumentalität von Sigfrit Steiner als Moserbauer.“
Das Lexikon des Internationalen Films konstatierte: „In der Tradition des poetischen Realismus sensibel inszenierter Erstlingsfilm mit Zuneigung und Verständnis für die von dem Konflikt betroffenen Menschen.“